# Municipio de Platte (condado de Andrew, Misuri)
Platte Township es un municipio del condado de Andrew, Misuri, Estados Unidos. Según el censo de 2020, tiene una población de 403 habitantes.
Tiene un código censal Z1, que indica que no está en funcionamiento (non-functioning county subdivision).

## Geografía
Está ubicado en las coordenadas 40°4′25″N 94°42′7″O / 40.07361, -94.70194 (40.073555, -94.702075). Según la Oficina del Censo de los Estados Unidos, tiene una superficie total de 147.82 km², de la cual 146.68 km² corresponden a tierra firme y 1.14 km² están cubiertos de agua.

## Demografía
Según el censo de 2020, hay 403 personas residiendo en la zona. La densidad de población es de 2.7 hab./km². El 93.80 % de los habitantes son blancos, el 0.25 % es asiático, el 0.50 % son afroamericanos, el 0.25 % es de otra raza y el 5.21 % son de una mezcla de razas. Del total de la población, el 1.99 % son hispanos o latinos de cualquier raza.